# やんちゃるモンちゃ
やんちゃるモンちゃはNHKの幼児向け番組『おかあさんといっしょ』のコーナーとして放送されたアニメーション。1999年4月5日から2002年3月30日まで放送。2019年（令和元年）8月14日の「おかあさんといっしょ 60周年スペシャル」で1回分の再放送が行われた。

## 概要
主人公の「モンちゃ」は普段はいい子だが日々の生活や遊びの中でイタズラを思い付くと、いたずらっ子の「やんちゃるモンちゃ」に変身してイタズラを始めるが、最後は自分に返ってきて痛い目に遭ってしまうのが定番のオチ。
「イタズラをするとこうなるよ」という児童への戒めが主なテーマとなっているが、たまにオチが変化して無事切り抜けたり、なごやかにイタズラをしたまま終えてしまう話もあり、色々な事をやってみようとするモンちゃの姿を通して、子供達が持つ創造性と行動力を伸ばして貰いたい願いも込められている。

## キャラクター
モンちゃ
声 - 佐久間あや乃
主人公のサルの男の子。普段は好奇心旺盛な良い子で黄緑色の身体をしているが、イタズラを思いつくと「ウシシシ」という含み笑いと共に、二本のツノが生えて紫色の身体のいたずらっ子に変身する（末期では変身するスピードがかなり速くなる）。その後はイタズラを始めて思う存分楽しむが、調子に乗り過ぎた所で何かしらの災難が降りかかると、痛い目に合って頭のツノも消えて元の黄緑色の身体のいい子に戻る。たまにイタズラとはいえないようなこと（パフォーマンス）等を披露することもある。
ネコにゃ
声：川田妙子（1999年度）、佐久間レイ（2000年度から）
白いネコの女の子。モンちゃの友だちで落ち着いた性格。出番が多くモンちゃのイタズラでいつも迷惑させられている。モンちゃに反撃する事もあれば一緒にイタズラを楽しむ事もある。
ムク
声：下山吉光
犬の男の子。モンちゃより年上風。のんびりマイペースな性格で無口。泰然としていてモンちゃのイタズラをかわす事が多い。
ドラ
声：下山吉光
トラの男の子。モンちゃより年上風。わんぱくな性格で、モンちゃが苦手としている。

## スタッフ
- 企画 - 天野彊二郎
- キャラクター原案 - 武田美穂
- キャラクターデザイン - 野中和実
- 音響監督 - 大沢わかな
- 音響効果 - 早川壽浩
- 音響制作 - 81プロデュース
- 音楽 - 藤井こう
- 音楽プロデューサー - 三橋博
- 音楽ディレクター - 山田聡
- 音楽制作 - サイバーアーク
- プロデューサー - 水尾芳正、阿部敬悦、歌川譲、大村由起子
- 制作プロデューサー - 小峰正敏
- アニメーション制作 - 旭プロダクション
- 脚本 - 越野民雄、田村敦子、津田真一、寺島想、森みちこ、GORILLA
- 作画監督 - 野中和実、小堤一明
- 監督・絵コンテ・色指定 - 堀口忠彦

## VHS
| 巻 | 発売日         | 規格品番   |
| -- | -------------- | ---------- |
| 1  | 1999年11月17日 | PCVE-11036 |
| 2  | 1999年11月17日 | PCVE-11037 |
| 3  | 1999年11月17日 | PCVE-11038 |
| 4  | 2000年11月15日 | PCVE-11256 |
| 5  | 2000年11月15日 | PCVE-11257 |

## ゲーム
- PlayStation
  - キッズステーション やんちゃるモンちゃ[2] （2001年5月24日、サン電子）